# Bahnhof Horrem
Der Bahnhof Horrem ist ein Dreiecksbahnhof im Kerpener Stadtteil Horrem. Er liegt an der Schnellfahrstrecke Köln–Aachen und ist südlicher Ausgangspunkt der Erftbahn. Der Bahnhof Horrem wird von den Regionalzügen der Deutschen Bahn und den S-Bahnen der S-Bahn Köln bedient; Fernzüge auf der Schnellfahrstrecke durchfahren den Bahnhof ohne Halt.

## Gleisanlagen

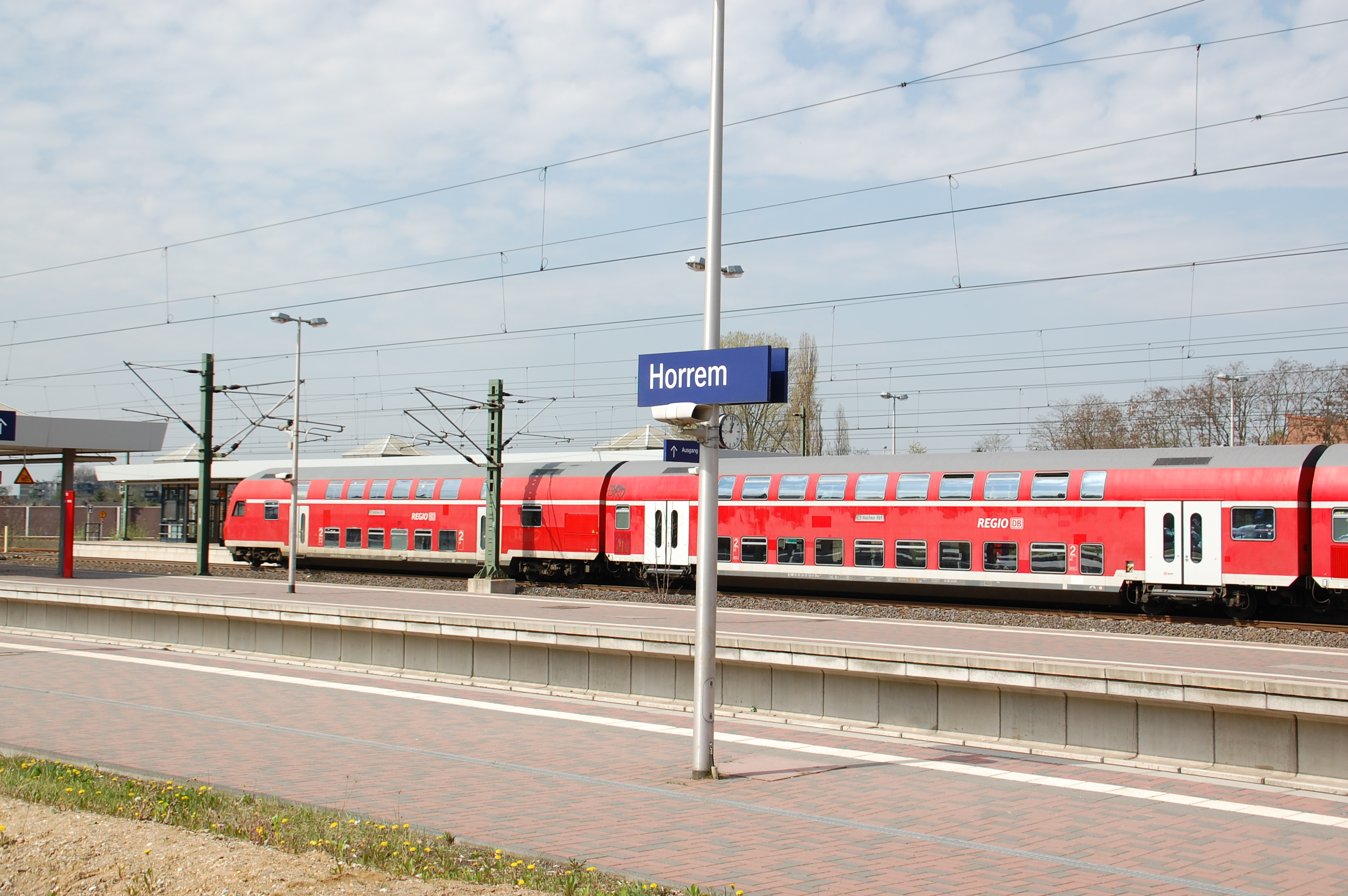
Rhein-Sieg-Express beim Halt an Gleis 6 (2009)

Der Bahnhof Horrem verfügt über sieben Gleise an der Schnellfahrstrecke Köln–Aachen. Gleis 1 wird für die S-Bahnen in Richtung Köln, Gleis 2 für die S-Bahnen in Richtung Aachen genutzt. Von Gleis 3 verkehren die Regionalexpress-Züge aus Aachen nach Köln; von Gleis 6 die Regionalexpress-Züge aus Köln nach Aachen. Die Gleise 4 und 5 sind die durchgehenden Hauptgleise der Bahnstrecke und verfügen nicht über Bahnsteige, auf ihnen durchqueren die Fernverkehrs- und Güterzüge den Bahnhof Horrem. Auch das durchgehende Gleis 7 ist ohne Bahnsteig, für den Weltjugendtag 2005 war es mit einem provisorischen Seitenbahnsteig versehen. Die Erftbahn gabelt sich vor Horrem. Am westlichen Streckenast nach Aachen liegt Gleis 10, unmittelbar nördlich der anderen Gleise. Dort halten Züge, die in Horrem wenden. Am östlichen Streckenast Richtung Köln liegt Gleis 19, das nordöstlich vom Stellwerk liegt und von den übrigen Bahnhofsgleisen aus einen Fußweg von etwa 350 Metern erfordert. Dort fahren die Züge der Relation Bedburg–Köln (RB38).
Vor dem Ausbau der Bahnstrecke Köln–Aachen besaß der Bahnhof Horrem einen Güterbahnhof, der nördlich der Bahnstrecke lag, und Verladegleise für den Stückgutverkehr. Von 1999 bis 2001 wurden diese Gleise vollständig entfernt. Auf dem Gelände des ehemaligen Güterbahnhofes entstanden 200 Parkplätze.

## Umbau von Empfangsgebäude und Vorplatz

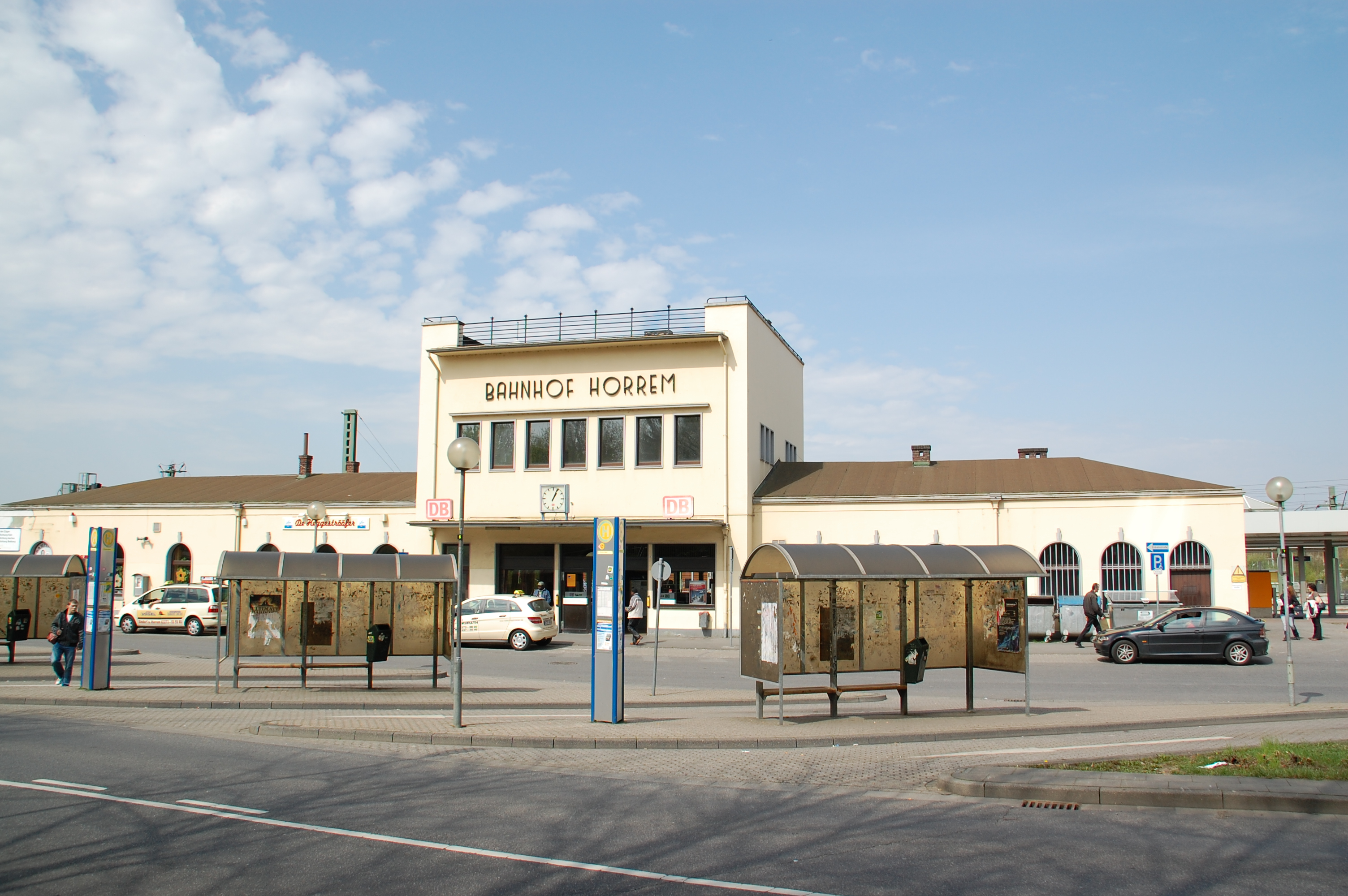
Früheres Empfangsgebäude (bis 2012)

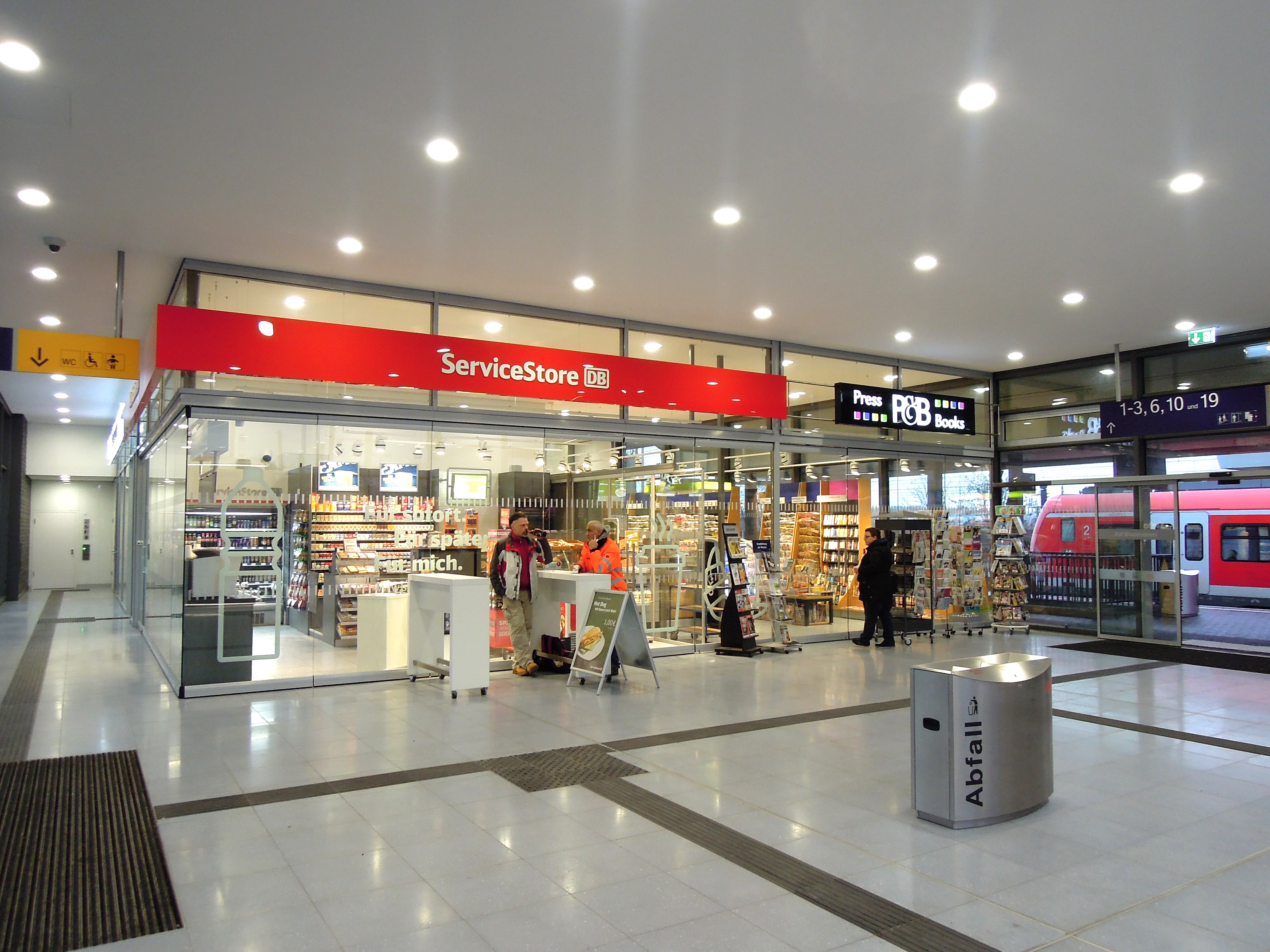
Innenraum des Bahnhofsgebäudes

Der Bahnhof Horrem wurde von 2010 bis 2014 neu gestaltet. Während der Umbau von 1999 bis 2001 die Gleisanlagen neu ordnete, wurde während des zweiten Zeitraumes das Empfangsgebäude, der Bahnhofsvorplatz und der Busbahnhof erneuert. Da der Pendler-Parkplatz auf dem Gelände des ehemaligen Güterbahnhofs auf der Nordseite errichtet wurde, konnte der frühere, kleinere Parkplatz südwestlich des Empfangsgebäudes geschlossen werden. An dessen Stelle entstand ab 2010 der Busbahnhof für die VRS-Linien im Regionalbusverkehr Richtung Bergheim, Bedburg, Elsdorf, Erftstadt, Frechen, Hücheln, Hürth, Kerpen, Königshoven und Sindorf. Herzstück ist ein langer Kombibahnsteig auf einem Niveau mit Gleis 1. Südlich davon wurden eine Radstation, eine Fußgängerbrücke und ein Bürogebäude, in dessen Erdgeschoss sich ein Kiosk, eine regionale türkische Imbisskette und eine amerikanische Fastfood-Filiale befinden, errichtet.
Anschließend wurden im November 2012 das alte Empfangsgebäude und der bisherige Bushof mit vier Bussteigen abgerissen. Ein neues Bahnhofsgebäude wurde im Rahmen eines Pilotprojekts der Deutschen Bahn als „Deutschlands erster Grüner Bahnhof“ nach ökologischen Gesichtspunkten gebaut und mit umweltfreundlicher Technik ausgestattet. Die rund 620 m² große Station arbeitet CO2-neutral, hierfür kommen Techniken wie Photovoltaik und Geothermie sowie ökologische Baustoffe zum Einsatz. Die 340 m² große Photovoltaikanlage soll jährlich rund 31.000 kWh Strom liefern, zusätzliche Solarkollektoren dienen der Brauchwassererwärmung. Für die Geothermie-Anlage wurden zehn Bohrungen bis in 100 m Tiefe in den Boden eingebracht. Auf begrünten Dachflächen wird Regenwasser gesammelt und für die Brauchwasserversorgung verwendet. Die Außenfassade ist mit für die Region typischem Schiefer verkleidet. Die Eröffnung der neuen Station fand im Juni 2014 statt.
Im Inneren des Empfangsgebäudes befinden sich ein Kiosk, eine Bahnhofsbuchhandlung, eine behindertengerechte Toilette mit Euroschlüssel-Zugang, ein Wartebereich mit 24 Plätzen, Bildschirme, auf denen die Abfahrtszeiten angezeigt werden und eine „Videoinformation“, über die mit Service-Mitarbeitern kommuniziert werden kann.

Grüner Bahnhof Horrem
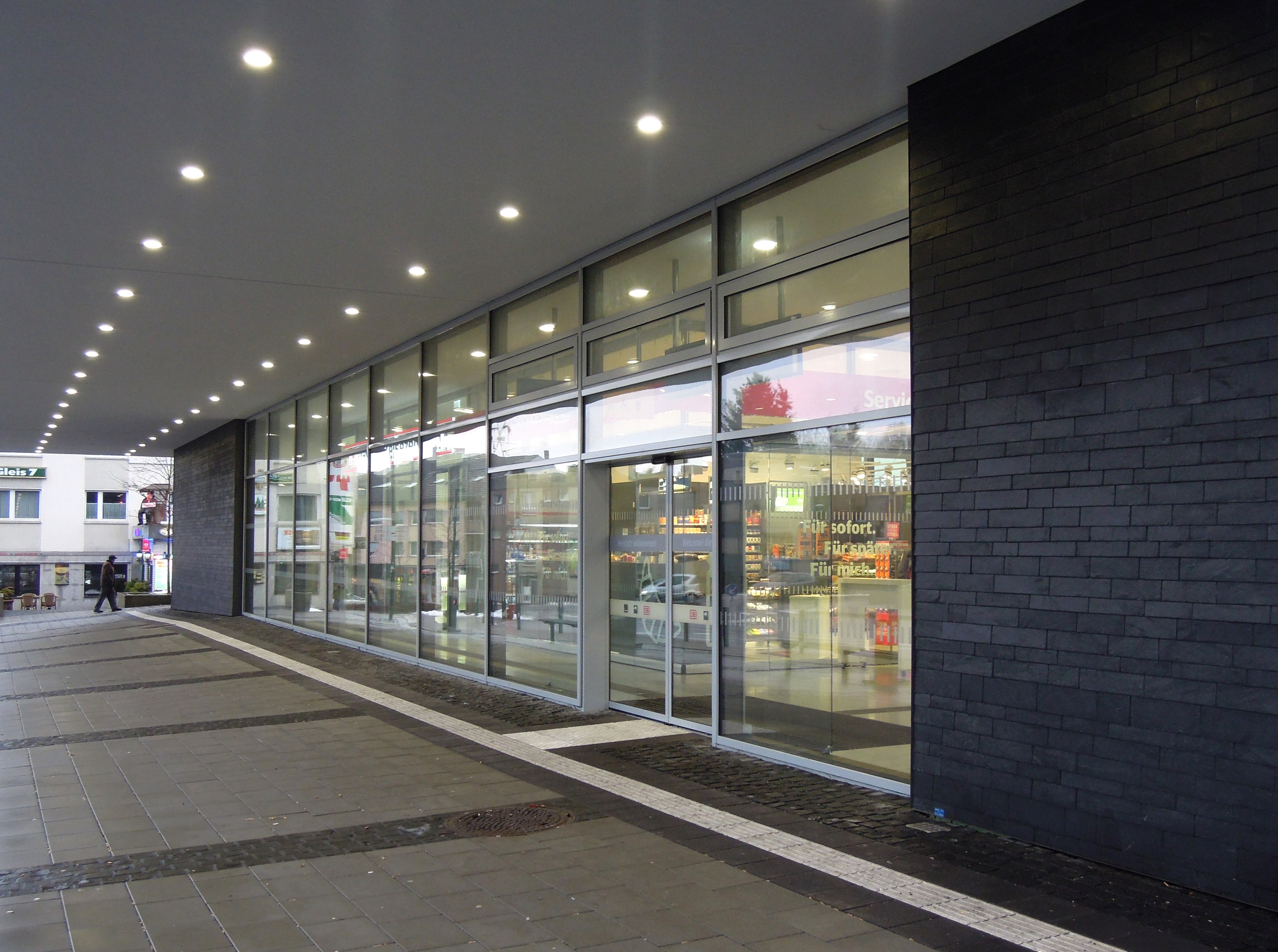
Eingangsbereich
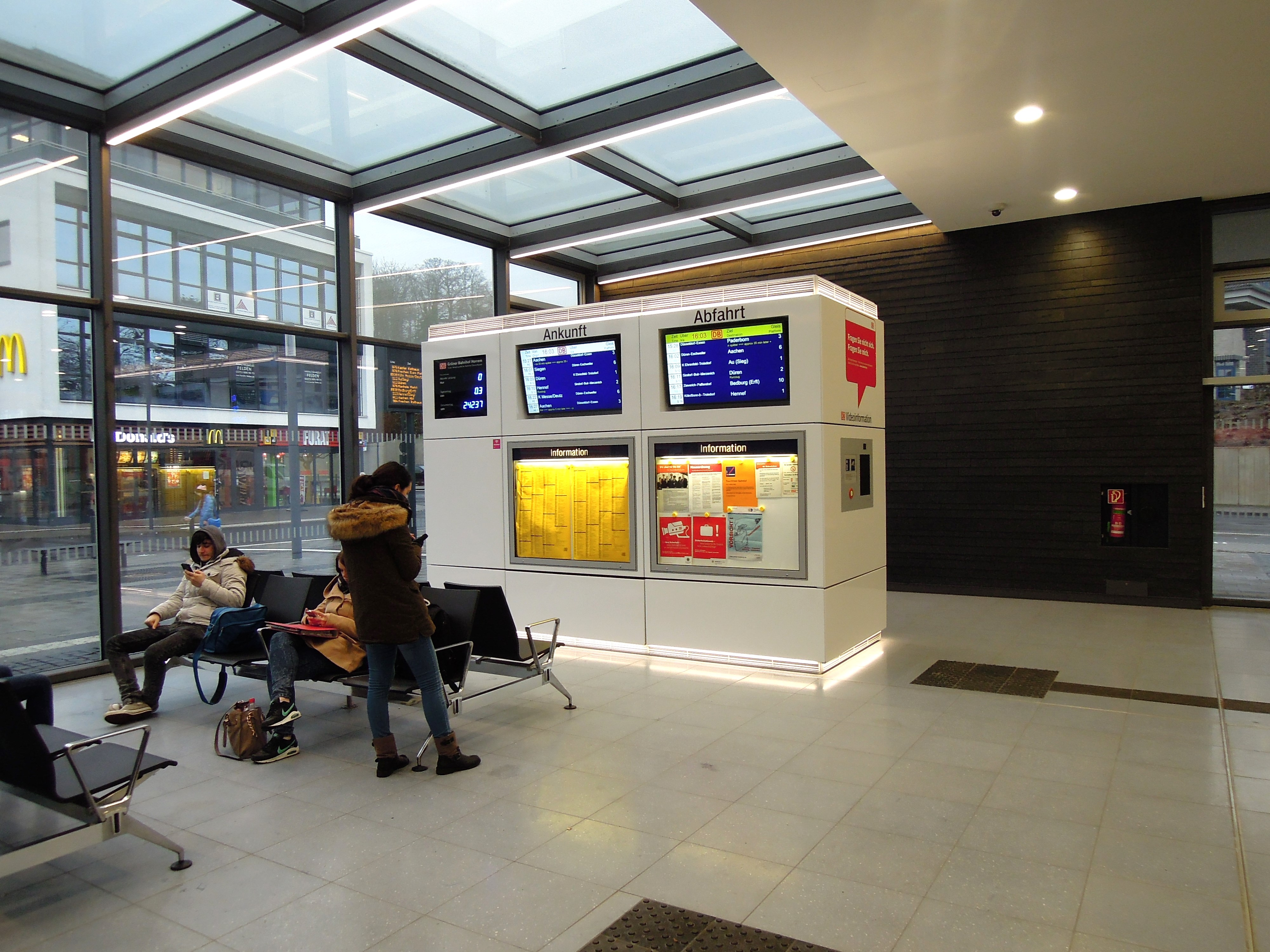
Wartesaal und Anzeigen
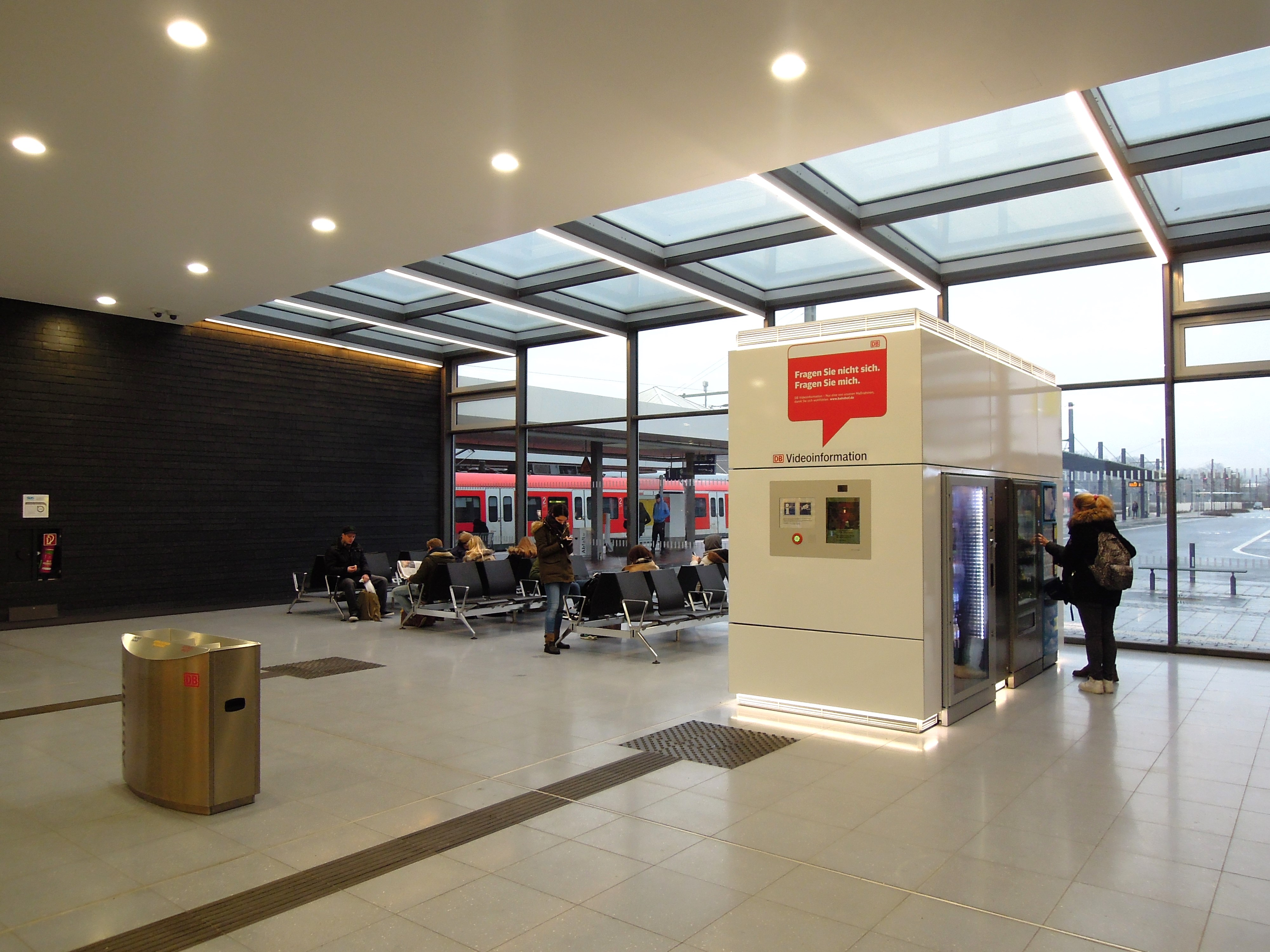
Videoinformation
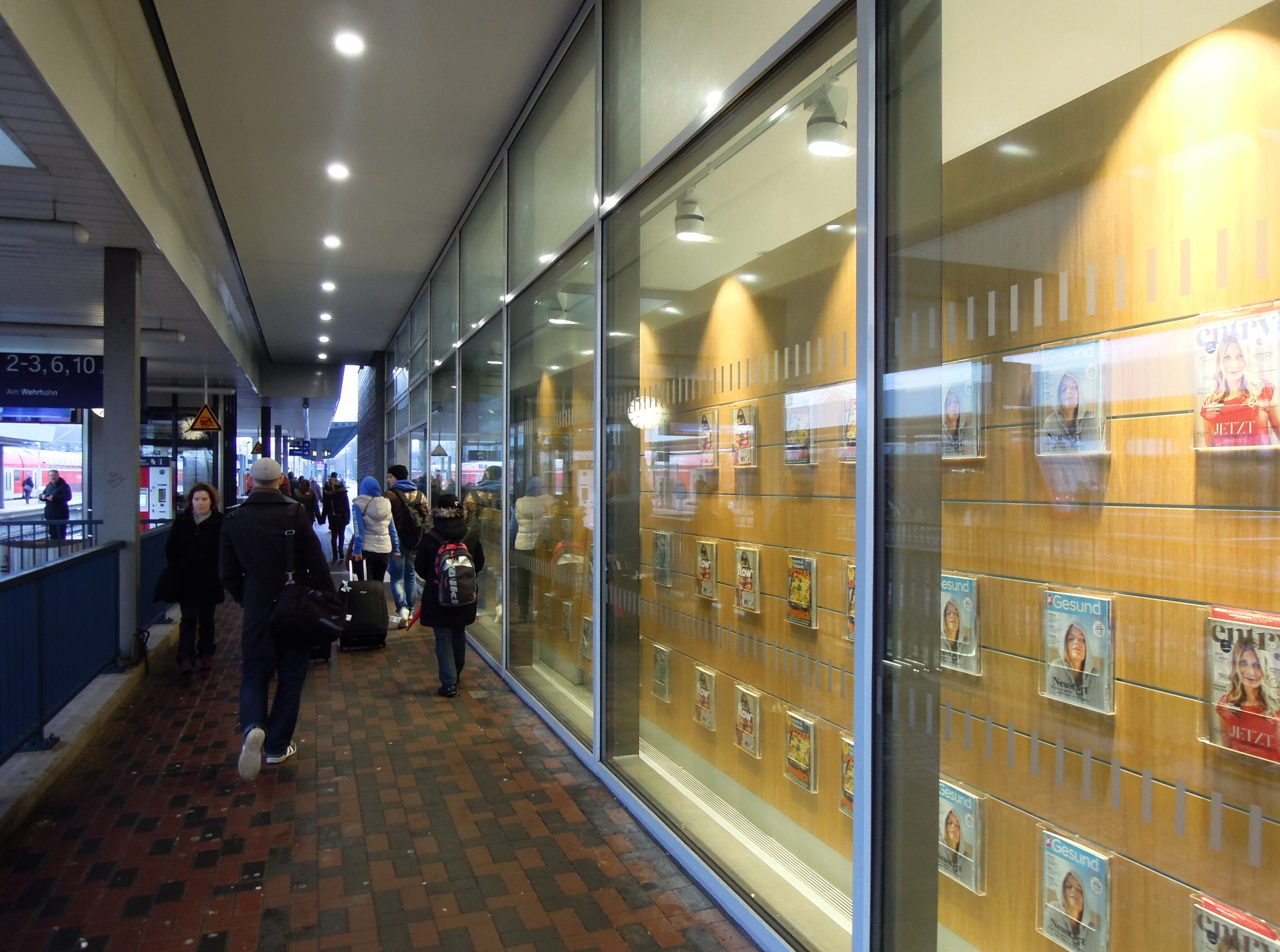
Blick vom Bahnsteig

## Querung des Horremer Sprungs
Quer durch den Bahnhof verläuft die tektonische Verwerfung des Horremer Sprungs, der ein Teil des Erftsprungs ist. Im Hinblick auf Verschiebungen bis zu 0,9 mm pro Jahr sind Schienenauszüge an dieser Stelle in die Gleise der S-Bahn-Strecke und der nicht durchgehenden Hauptgleise der Regionalbahn eingebaut. Die durchgehenden Hauptgleise der Schnellfahrstrecke werden über eine neu errichtete, hydraulisch einstellbare unterirdische Brücke über den Horremer Sprung geführt. Allerdings gibt es seit längerem Probleme mit der Gleislage auf der Brückenkonstruktion, weshalb die Hochgeschwindigkeitszüge im Jahr 2021 zeitweise über die Bahnsteiggleise fahren mussten und die LZB-Geschwindigkeit im Bereich der Brückenkonstruktion auf 160 km/h reduziert wurde.

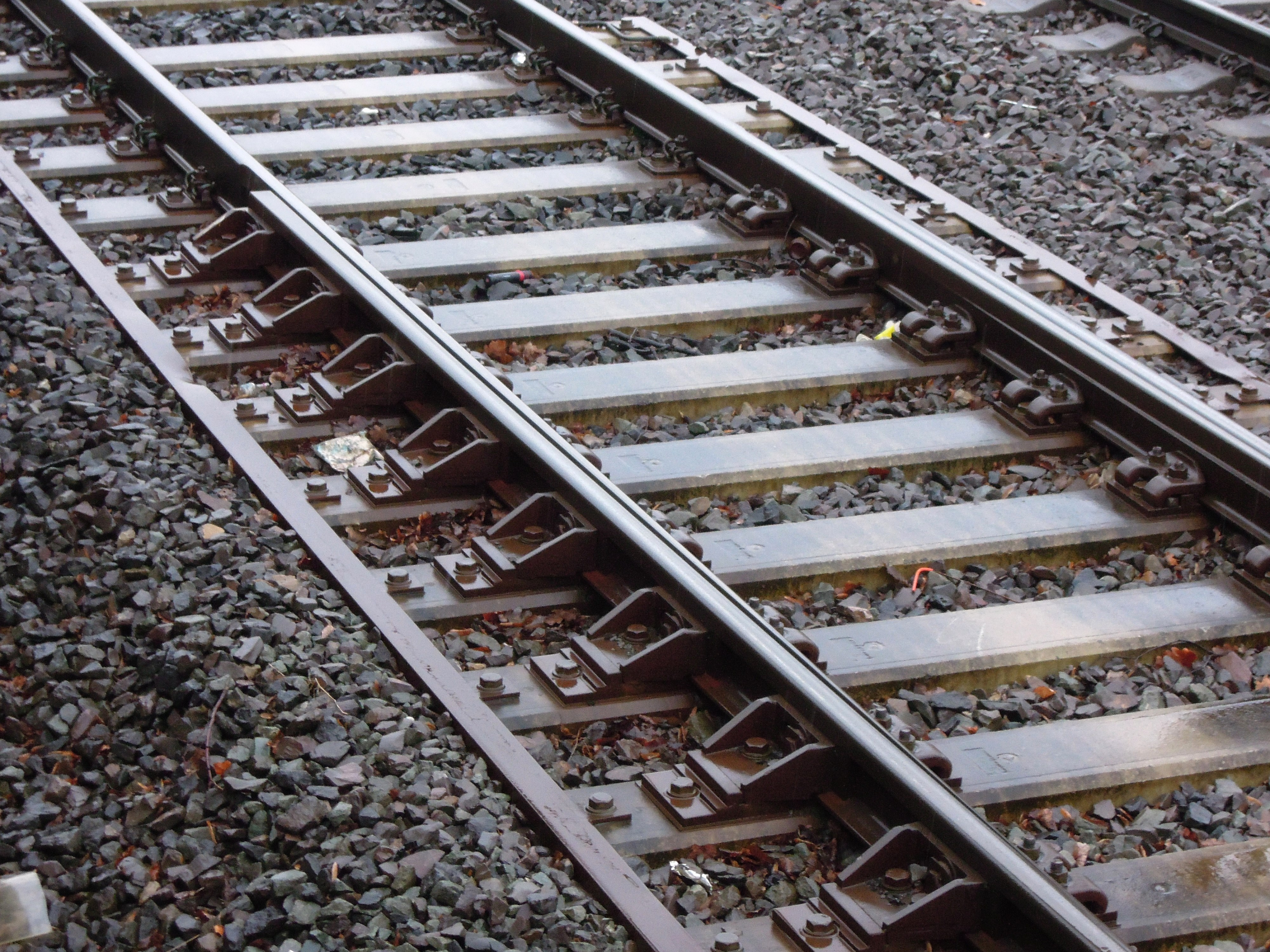
Schienenauszug im S-Bahn-Gleis
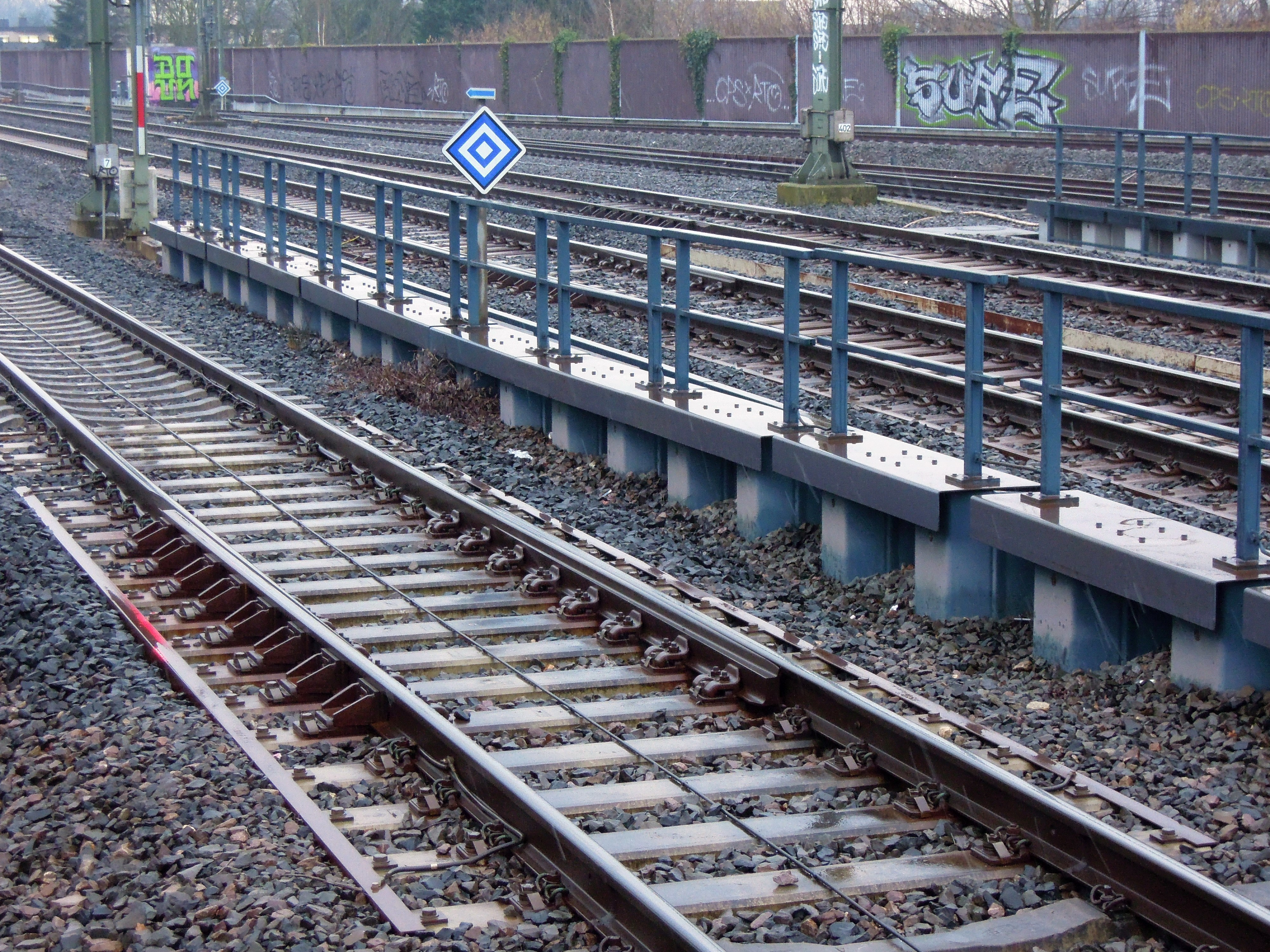
Vorn ein S-Bahn-Gleis; dahinter die Fernbahn mit der unterirdischen Brücke

## Verkehr

### Schienenverkehr
Im Schienenpersonennahverkehr wird der Bahnhof Horrem von folgenden Linien bedient:
| Linie      | Linienverlauf | Takt                                         |
| ---------- | --- | -------------------------------------------- |
| RE 1 (RRX) | NRW-Express: Aachen Hbf – Aachen-Rothe Erde – Eilendorf (ein Zugpaar) –Stolberg (Rheinl) Hbf – Eschweiler Hbf – Langerwehe – Düren – Horrem – Köln-Ehrenfeld – Köln Hbf – Köln Messe/Deutz – Köln-Mülheim – Leverkusen Mitte – Düsseldorf-Benrath – Düsseldorf Hbf – Düsseldorf Flughafen – Duisburg Hbf – Mülheim (Ruhr) Hbf – Essen Hbf – Wattenscheid – Bochum Hbf – Dortmund Hbf – Dortmund-Scharnhorst (nicht stündlich, im Wechsel mit Nordbögge) – Dortmund-Kurl – Kamen-Methler – Kamen – Bönen-Nordbögge (nicht stündlich, im Wechsel mit Dortmund-Scharnhorst) – Hamm (Westf) Hbf Stand: Fahrplanwechsel Dezember 2023 | 60 min                                       |
| RE 9       | Rhein-Sieg-Express: Aachen Hbf – Aachen-Rothe Erde – Stolberg (Rheinl) Hbf – Eschweiler Hbf – Langerwehe – Düren – Horrem – Köln-Ehrenfeld – Köln Hbf – Köln Messe/Deutz – Porz (Rhein) – Troisdorf – Siegburg/Bonn – Hennef (Sieg) – Eitorf – Herchen – (Dattenfeld –)* Schladern (Sieg) – (Rosbach (Windeck) –)* Au (Sieg) – (Etzbach –)* Wissen (Sieg) – (Niederhövels – Scheuerfeld (Sieg) –)* Betzdorf (Sieg) – Kirchen – Brachbach (– Niederschelden – Eiserfeld (Sieg))* – Siegen Hbf * Halt einzelner Züge im Nacht- und Berufsverkehr Stand: Fahrplanwechsel Dezember 2023                                              | 60 min                                       |
| RB 38      | Erft-Bahn: Bedburg (Erft) – Glesch – Paffendorf – Zieverich – Bergheim (Erft) – Quadrath-Ichendorf – Horrem – Köln-Ehrenfeld – Köln Hbf – Köln Messe/Deutz Stand: Fahrplanwechsel Dezember 2023 | 60 min 30 min (Bedburg–Horrem wochentags)    |
| S 12       | Horrem – Frechen-Königsdorf – Köln-Weiden West – Köln-Lövenich – Köln-Müngersdorf Technologiepark – Köln-Ehrenfeld – Köln Hansaring – Köln Hbf – Köln Messe/Deutz – Köln Trimbornstraße – Köln Airport Businesspark – Köln Steinstraße – Porz (Rhein) – Porz-Wahn – Spich – Troisdorf – Siegburg/Bonn – Hennef (Sieg) – Hennef Im Siegbogen – Blankenberg (Sieg) – Merten (Sieg) – Eitorf – Herchen – Dattenfeld (Sieg) – Schladern (Sieg) – Rosbach (Sieg) – Au (Sieg) Stand: Fahrplanwechsel Dezember 2023 | 20 min (zur HVZ) 60 min(ausserhalb der HVZ)  |
| S 19       | Düren – Merzenich – Buir – Sindorf – Horrem – Frechen-Königsdorf – Köln-Weiden West – Köln-Lövenich – Köln-Müngersdorf Technologiepark – Köln-Ehrenfeld – Köln Hansaring – Köln Hbf – Köln Messe/Deutz – Köln Trimbornstraße – Köln Frankfurter Straße – Köln/Bonn Flughafen – Porz-Wahn – Spich – Troisdorf – Siegburg/Bonn – Hennef (Sieg) – Hennef Im Siegbogen – (Blankenberg (Sieg) /) Merten (Sieg) – Eitorf – Herchen – Dattenfeld (Sieg) – Schladern (Sieg) – Rosbach (Sieg) – Au (Sieg) Stand: Fahrplanwechsel Dezember 2023                                                                                            | 20/40 min (Horrem–Hennef) 60 min (Hennef–Au) |

### Busverkehr
Der Bahnhof Horrem ist durch folgende Buslinien der Rhein-Erft-Verkehrsgesellschaft angebunden:
| Linie | Verlauf | Taktung |
| ----- | --- | ------- |
| 920   | Erftstadt Bf – Liblar – Lechenich – Konradsheim – Dirmerzheim – Gymnich – Kerpen – Sindorf – Horrem Bf \|\| 60/90-Min.-Takt                                                                                              |         |
| 941   | Elsdorf Busbf – Giesendorf – Berrendorf – Widdendorf – Heppendorf – Ahe – Sindorf – Horrem Bf \|\| kein Takt |         |
| 944   | Brüggen – Balkhausen – Türnich – Horrem Bf / Horrem Markt – Sindorf \|\| kein Takt |         |
| 955   | Horrem Bf – Türnich – Balkhausen – Brüggen – Kierdorf – Köttingen – Liblar – Erftstadt Bf – Bliesheim – Lechenich \|\| 60-Min.-Takt                                                                                      |         |
| 960   | Bergheim Kreishaus – Bergheim Bf – Kenten – Quadrath-Ichendorf – Horrem Bf – Habbelrath – Grefrath – Benzelrath – Frechen Rathaus – Bachem – Gleuel – Hürth-Mitte – Hürth-Hermülheim (Stadtbahn) \|\| 60/30-Min.-Takt    |         |
| 964   | Kerpen Lörsfelder Busch – Mödrath – Kerpen – Götzenkirchen – Horrem Markt – Horrem Bf – Neu-Bottenbroich – Habbelrath – Grefrath – Benzelrath – Frechen Rathaus \|\| 60-Min.-Takt                                        |         |
| 966   | Kerpen – Sindorf / Horrem Markt – Horrem Bf (– Neu-Bottenbroich) \|\| kein Takt |         |
| 975   | (Grevenbroich – Laach – Gustorf – Königshoven –) Kaster – Bedburg Bf – Blerichen – Kirdorf – Glesch – Paffendorf – Zieverich – Bergheim Bf – Kenten – Quadrath-Ichendorf – Horrem Bf \|\| 60-Min.-Takt                   |         |
| 976   | Frechen EuroPark – Frechen Rathaus – Benzelrath – Grefrath – Habbelrath – Neu-Bottenbroich – Horrem Bf – (Sindorf Schulzentrum –) Kerpen – Langenich – Manheim-neu – Bergerhausen – Blatzheim – Buir S \|\| 60-Min.-Takt |         |
| 783   | AST-Verkehr: Anrufsammeltaxi Frechen / Horrem Bf / Weiden West \|\| nach Bedarf |         |
| 784   | AST-Verkehr: Anrufsammeltaxi Elsdorf / Bedburg / Bergheim / Horrem Bf \|\| nach Bedarf |         |
| 787   | AST-Verkehr: Anrufsammeltaxi Bergheim / Horrem Bf / Weiden West / Stommeln Bf \|\| nach Bedarf |         |
| 788   | AST-Verkehr: Anrufsammeltaxi Kerpen \|\| nach Bedarf |         |

## Geschichte

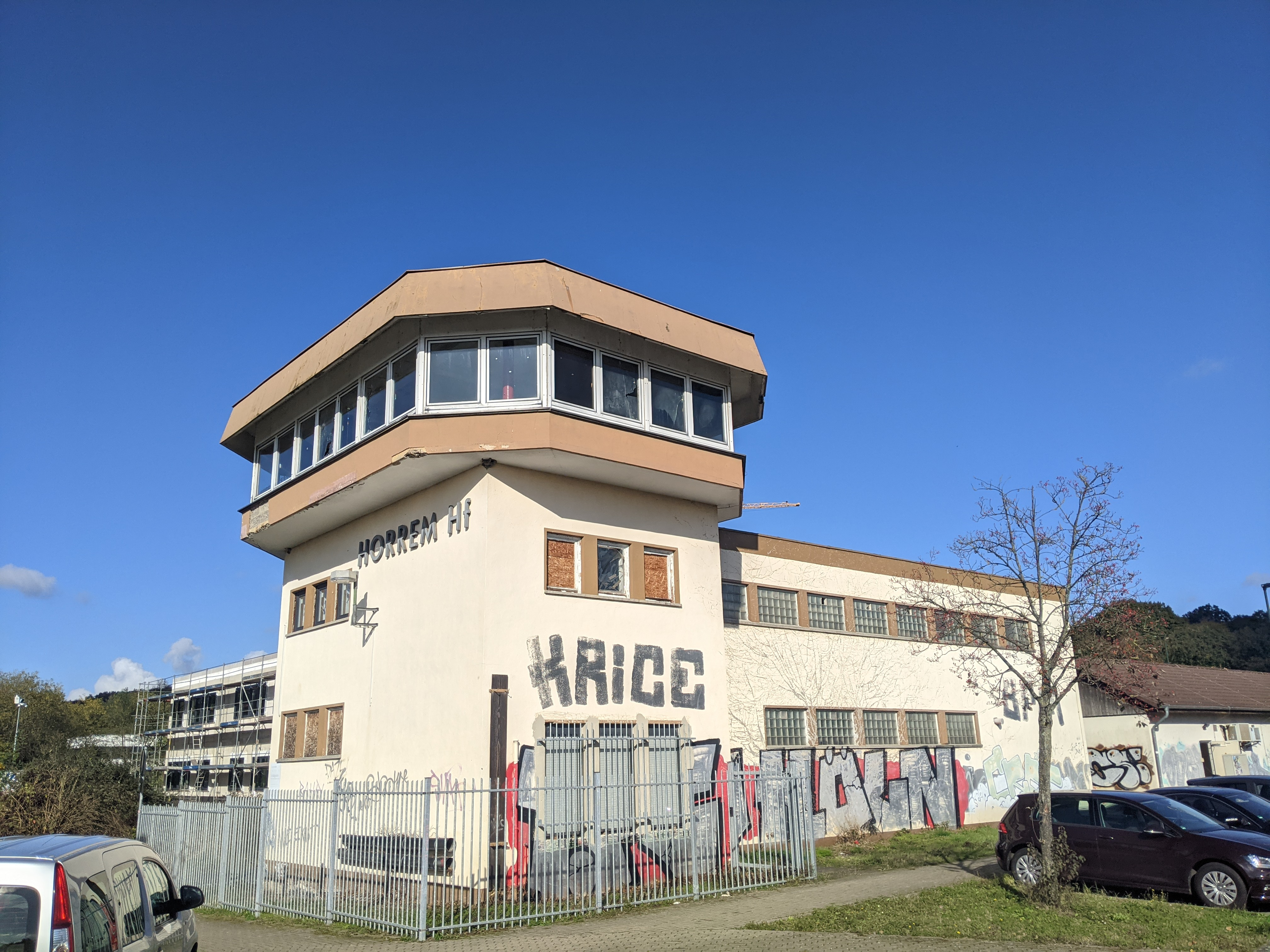
Stellwerk Horrem, bis 2001 in Betrieb

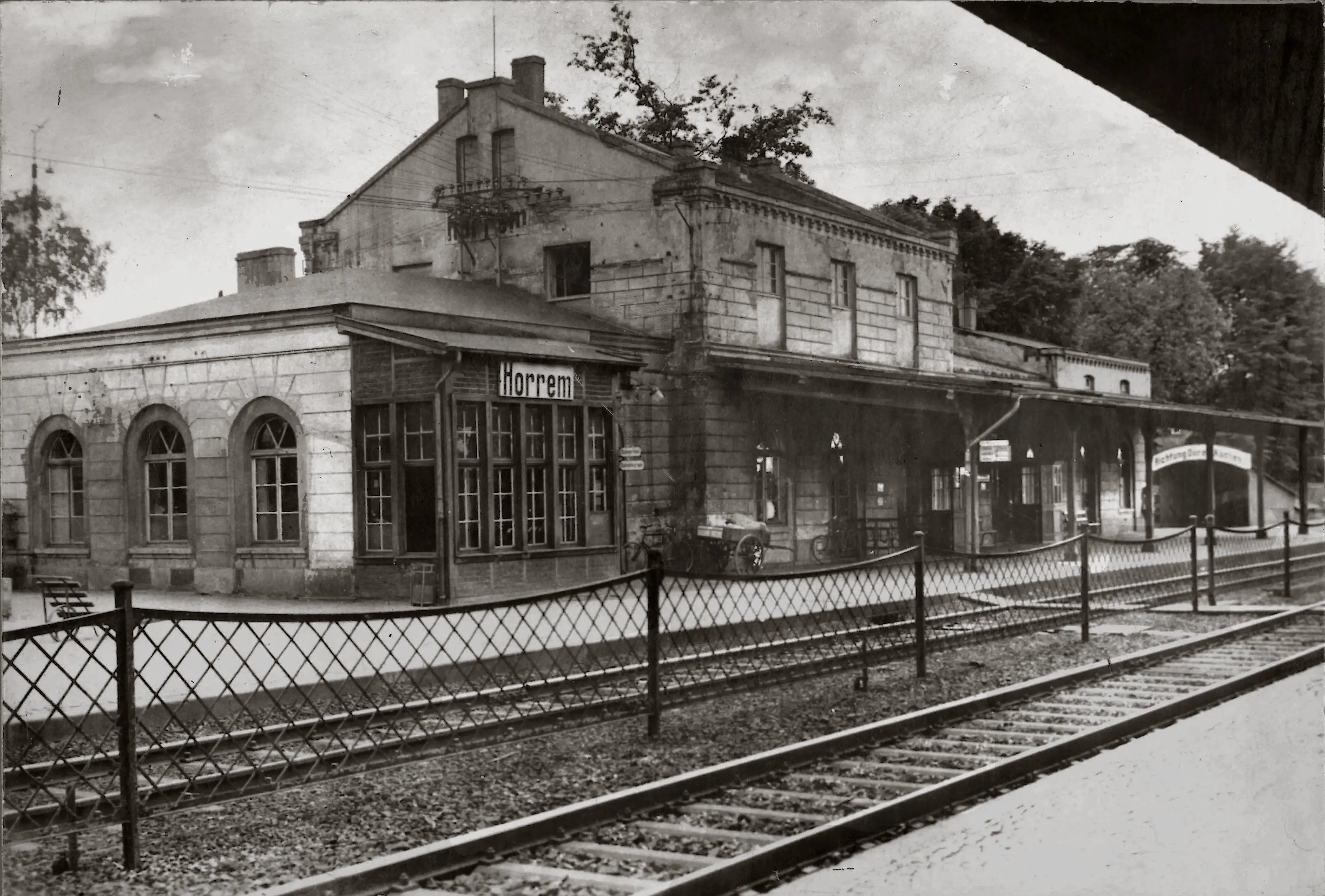
Die erste Form des Empfangsgebäudes um 1910

Seit 1896 kreuzte in Horrem die meterspurige Bergheimer Kreisbahn die Gleise der Staatsbahn. Sie hatte einen eigenen Bahnhof. Nach Umspurung und Verstaatlichung 1913 fuhren die Personenzüge den Staatsbahnhof an, die Strecke nach Mödrath wurde im Westen des Bahnhofes kreuzungsfrei über die Hauptstrecke hinweggeführt.
Beim Weltjugendtag 2005 (WJT) erfolgte über diesen Bahnhof die Abreise tausender Teilnehmer am Abschlussgottesdienst auf dem Marienfeld mit Fern- und Nahverkehrszügen. Dabei kam es zu chaotischen Zuständen in den andrängenden Menschenmassen und zu Kommunikationsfehlern.